# Liste der Stolpersteine in Mainz-Bretzenheim
 Info: Angaben zu Eigenschaften, welche alle Teillisten für Mainz gemeinsam haben, sind unter der Liste der Stolpersteine in Mainz zu finden.
Hinweis 1: Die Liste ist sortierbar. Durch Anklicken eines Spaltenkopfes wird die Liste nach dieser Spalte sortiert, zweimaliges Anklicken kehrt die Sortierung um. Durch Anklicken zweier Spalten nacheinander lässt sich jede gewünschte Kombination erzielen.
Hinweis 2: Durch Anklicken eines Bildes gelangt man auf eine größere Ansicht.

## Stolpersteine in Mainz-Bretzenheim
| Adresse                                 | Verlegedatum  | Gestiftet von                                     | Inschrift                                                                                             | Bild | Anmerkung |
| --------------------------------------- | ------------- | ------------------------------------------------- | --- | ---- | --- |
| Wilhelmsstraße 51 · Mainz-Bretzenheim · | 11. Sep. 2010 | Heimat- und Geschichtsverein Bretzenheim-Zahlbach | HIER WOHNTE BERNHARD ZACHARIAS JG. 1873 DEPORTIERT 1942 PIASKI/LUBLIN ERMORDET 30.4.1942              |      | Die Familie Zacharias betrieb seit Generationen unweit der ehemaligen Synagoge in Bretzenheim eine Kalbs- und Ochsenmetzgerei. Bei den schweren Ausschreitungen während der „Reichskristallnacht“ im November 1938 wurde ihr Laden zerstört, Metzgermeister Zacharias schwer misshandelt. |
| Wilhelmsstraße 51 · Mainz-Bretzenheim · | 11. Sep. 2010 | Heimat- und Geschichtsverein Bretzenheim-Zahlbach | HIER WOHNTE SELMA ZACHARIAS GEB. GRÜNEWALD JG. 1888 DEPORTIERT 1942 PIASKI/LUBLIN ERMORDET            |      | Die Familie Zacharias betrieb seit Generationen unweit der ehemaligen Synagoge in Bretzenheim eine Kalbs- und Ochsenmetzgerei. Bei den schweren Ausschreitungen während der „Reichskristallnacht“ im November 1938 wurde ihr Laden zerstört, Metzgermeister Zacharias schwer misshandelt. |
| Zaybachstraße 27 · Mainz-Bretzenheim ·  | 11. Sep. 2010 | Heimat- und Geschichtsverein Bretzenheim-Zahlbach | HIER WOHNTE ALBERT GERSON JG. 1883 DEPORTIERT 1942 PIASKI/LUBLIN ERMORDET                             |      | In der Zaybachstraße befand sich die Rindermetzgerei von Jakob Lorch, die nach dem Tode von Lorchs Ehefrau von deren Nichte Betty und ihrem Ehemann, dem Metzgermeister Albert Gerson geführt wurde. Jakob Lorch, ein Bruder des in der Bäckergasse wohnenden Emil Lorch, wurde im September 1942 deportiert und nahm sich im Sammellager Darmstadt das Leben. Nach dem Tod der Ehefrau Jakob Lorchs, der in der Zaybachstraße eine Rindermetzgerei führte übernahm seine Nichte Betty, zusammen mit ihrem Ehemann, dem Metzgermeister Albert Gerson, das Geschäft. Bevor Jakob Lorch in ein Vernichtungslager in den Osten deportiert werden konnte, nahm er sich im September 1942 im Sammellager Darmstadt das Leben. Kennkarte Albert Gerson |
| Zaybachstraße 27 · Mainz-Bretzenheim ·  | 11. Sep. 2010 | Heimat- und Geschichtsverein Bretzenheim-Zahlbach | HIER WOHNTE BETTY GERSON GEB. LEVI JG. 1892 DEPORTIERT 1942 PIASKI/LUBLIN ERMORDET                    |      | In der Zaybachstraße befand sich die Rindermetzgerei von Jakob Lorch, die nach dem Tode von Lorchs Ehefrau von deren Nichte Betty und ihrem Ehemann, dem Metzgermeister Albert Gerson geführt wurde. Jakob Lorch, ein Bruder des in der Bäckergasse wohnenden Emil Lorch, wurde im September 1942 deportiert und nahm sich im Sammellager Darmstadt das Leben. Nach dem Tod der Ehefrau Jakob Lorchs, der in der Zaybachstraße eine Rindermetzgerei führte übernahm seine Nichte Betty, zusammen mit ihrem Ehemann, dem Metzgermeister Albert Gerson, das Geschäft. Bevor Jakob Lorch in ein Vernichtungslager in den Osten deportiert werden konnte, nahm er sich im September 1942 im Sammellager Darmstadt das Leben. Kennkarte Albert Gerson |
| Zaybachstraße 27 · Mainz-Bretzenheim ·  | 11. Sep. 2010 | Heimat- und Geschichtsverein Bretzenheim-Zahlbach | HIER WOHNTE JAKOB LORCH JG. 1868 VOR DEPORTATION FLUCHT IN DEN TOD 21.9.1942 IM SAMMELLAGER DARMSTADT |      | In der Zaybachstraße befand sich die Rindermetzgerei von Jakob Lorch, die nach dem Tode von Lorchs Ehefrau von deren Nichte Betty und ihrem Ehemann, dem Metzgermeister Albert Gerson geführt wurde. Jakob Lorch, ein Bruder des in der Bäckergasse wohnenden Emil Lorch, wurde im September 1942 deportiert und nahm sich im Sammellager Darmstadt das Leben. Nach dem Tod der Ehefrau Jakob Lorchs, der in der Zaybachstraße eine Rindermetzgerei führte übernahm seine Nichte Betty, zusammen mit ihrem Ehemann, dem Metzgermeister Albert Gerson, das Geschäft. Bevor Jakob Lorch in ein Vernichtungslager in den Osten deportiert werden konnte, nahm er sich im September 1942 im Sammellager Darmstadt das Leben. Kennkarte Albert Gerson |
| Bäckergasse 5 · Mainz-Bretzenheim ·     | 11. Sep. 2010 | Heimat- und Geschichtsverein Bretzenheim-Zahlbach | HIER WOHNTE EMIL LORCH JG. 1863 DEPORTIERT 1942 THERESIENSTADT ERMORDET 8.12.1942                     |      | Der Viehhändler Emil Lorch, letztes Familienoberhaupt einer seit Jahrhunderten urkundlich nachweisbaren Familie in Bretzenheim war 2. Vorsitzender der traditionsreichen TSG 1846 Bretzenheim. Lorch, seine Frau Franziska, Tochter Klara, deren Mann Theodor Schloss und der 8-jährige Enkelsohn Günther wurden im Jahr 1942 deportiert und ermordet: nur seiner Tochter Selma gelang es nach Chile zu emigrieren. Kennkarte Emil Lorch |
| Bäckergasse 5 · Mainz-Bretzenheim ·     | 11. Sep. 2010 | Heimat- und Geschichtsverein Bretzenheim-Zahlbach | HIER WOHNTE FRANZISKA LORCH GEB. GOLDMANN JG. 1869 DEPORTIERT 1942 THERESIENSTADT ERMORDET 31.12.1942 |      | Der Viehhändler Emil Lorch, letztes Familienoberhaupt einer seit Jahrhunderten urkundlich nachweisbaren Familie in Bretzenheim war 2. Vorsitzender der traditionsreichen TSG 1846 Bretzenheim. Lorch, seine Frau Franziska, Tochter Klara, deren Mann Theodor Schloss und der 8-jährige Enkelsohn Günther wurden im Jahr 1942 deportiert und ermordet: nur seiner Tochter Selma gelang es nach Chile zu emigrieren. Kennkarte Emil Lorch |
| Bäckergasse 5 · Mainz-Bretzenheim ·     | 11. Sep. 2010 | Heimat- und Geschichtsverein Bretzenheim-Zahlbach | HIER WOHNTE GÜNTHER SCHLOSS JG. 1933 DEPORTIERT 1942 PIASKI/LUBLIN ERMORDET                           |      | Der Viehhändler Emil Lorch, letztes Familienoberhaupt einer seit Jahrhunderten urkundlich nachweisbaren Familie in Bretzenheim war 2. Vorsitzender der traditionsreichen TSG 1846 Bretzenheim. Lorch, seine Frau Franziska, Tochter Klara, deren Mann Theodor Schloss und der 8-jährige Enkelsohn Günther wurden im Jahr 1942 deportiert und ermordet: nur seiner Tochter Selma gelang es nach Chile zu emigrieren. Kennkarte Emil Lorch |
| Bäckergasse 5 · Mainz-Bretzenheim ·     | 11. Sep. 2010 | Heimat- und Geschichtsverein Bretzenheim-Zahlbach | HIER WOHNTE KLARA SCHLOSS GEB. LORCH JG. 1898 DEPORTIERT 1942 PIASKI/LUBLIN ERMORDET 31.12.1942       |      | Der Viehhändler Emil Lorch, letztes Familienoberhaupt einer seit Jahrhunderten urkundlich nachweisbaren Familie in Bretzenheim war 2. Vorsitzender der traditionsreichen TSG 1846 Bretzenheim. Lorch, seine Frau Franziska, Tochter Klara, deren Mann Theodor Schloss und der 8-jährige Enkelsohn Günther wurden im Jahr 1942 deportiert und ermordet: nur seiner Tochter Selma gelang es nach Chile zu emigrieren. Kennkarte Emil Lorch |
| Bäckergasse 5 · Mainz-Bretzenheim ·     | 11. Sep. 2010 | Heimat- und Geschichtsverein Bretzenheim-Zahlbach | HIER WOHNTE THEODOR SCHLOSS JG. 1902 DEPORTIERT 1942 PIASKI/LUBLIN ERMORDET                           |      | Der Viehhändler Emil Lorch, letztes Familienoberhaupt einer seit Jahrhunderten urkundlich nachweisbaren Familie in Bretzenheim war 2. Vorsitzender der traditionsreichen TSG 1846 Bretzenheim. Lorch, seine Frau Franziska, Tochter Klara, deren Mann Theodor Schloss und der 8-jährige Enkelsohn Günther wurden im Jahr 1942 deportiert und ermordet: nur seiner Tochter Selma gelang es nach Chile zu emigrieren. Kennkarte Emil Lorch |